# Décennie 1310 en arts plastiques
Chronologie des arts plastiques
Années 1300 - Années 1310 - Années 1320

## Événements
- 9 juin 1311  : le grand retable de Duccio, La Maestà , est transporté au Duomo de Sienne[1].

## Réalisations
- 1310 : Maestà Paci  du maître de 1310, réalisée à Pistoia[2].
- 1313 : Giovanni Pisano achève le sépulcre de Marguerite de Brabant[3].
- 1313-1318 : Simone Martini réalise les fresques de la chapelle Saint-Martin à Assise[4].
- 1315 : Simone Martini termine la fresque de la Maestà du Palazzo Pubblico de Sienne (rénovée en 1321)[5].
- Vers 1315 :
  - la Madonna di Monticchiello[6] et Sainte Agathe, parties de polyptyques dispersés peints par Pietro Lorenzetti[7].
  - Crucifix de Giotto au musée du Louvre[8] et Crucifix de Giotto à Ognissanti.
- 1315-1320 : Maestà de Cortone de  Pietro Lorenzetti[9].
- 1315-1321 : mosaïques et fresques de l'église Saint-Sauveur-in-Chora à Constantinople, financées par le ministre Théodore Métochitès[10].
- 1317 : Simone Martini réalise à Naples le retable Saint Louis de Toulouse couronne Robert d'Anjou pour Robert d'Anjou[5].

- 1318 : fresques de Giotto consacrées à la vie de saint François d'Assise peintes dans la chapelle Bardi de la basilique Santa Croce de Florence[11].
- 1319 : 
  - Madone de Vico l'Abate, première œuvre connue d'Ambrogio Lorenzetti[12].
  - Simone Martini réalise le polyptyque de sainte Catherine d'Alexandrie ou polyptyque de la Vierge à l’Enfant retable de  pour l’église Sainte-Catherine de Pise[13].

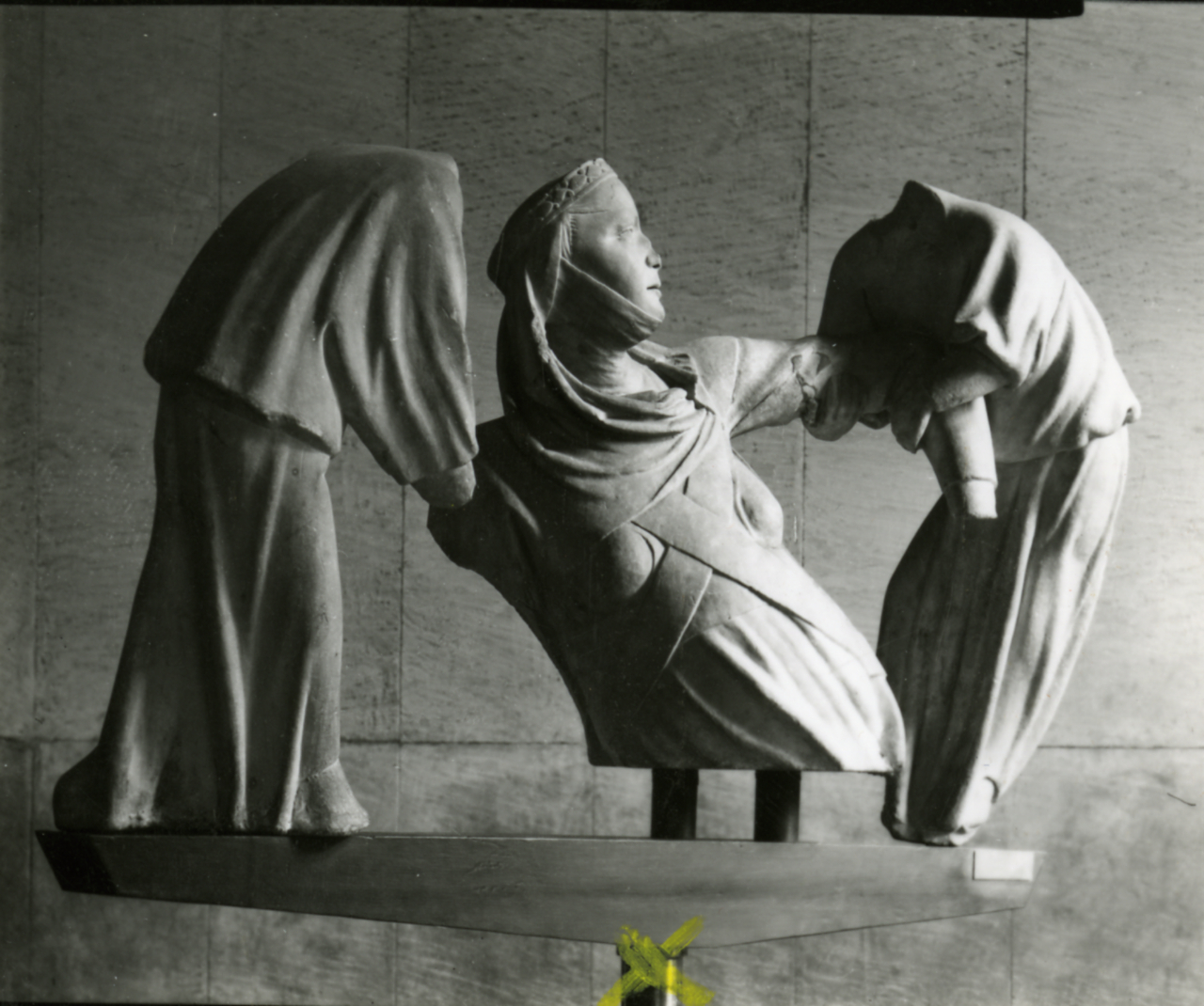
Monument funéraire de Marguerite de Brabant.
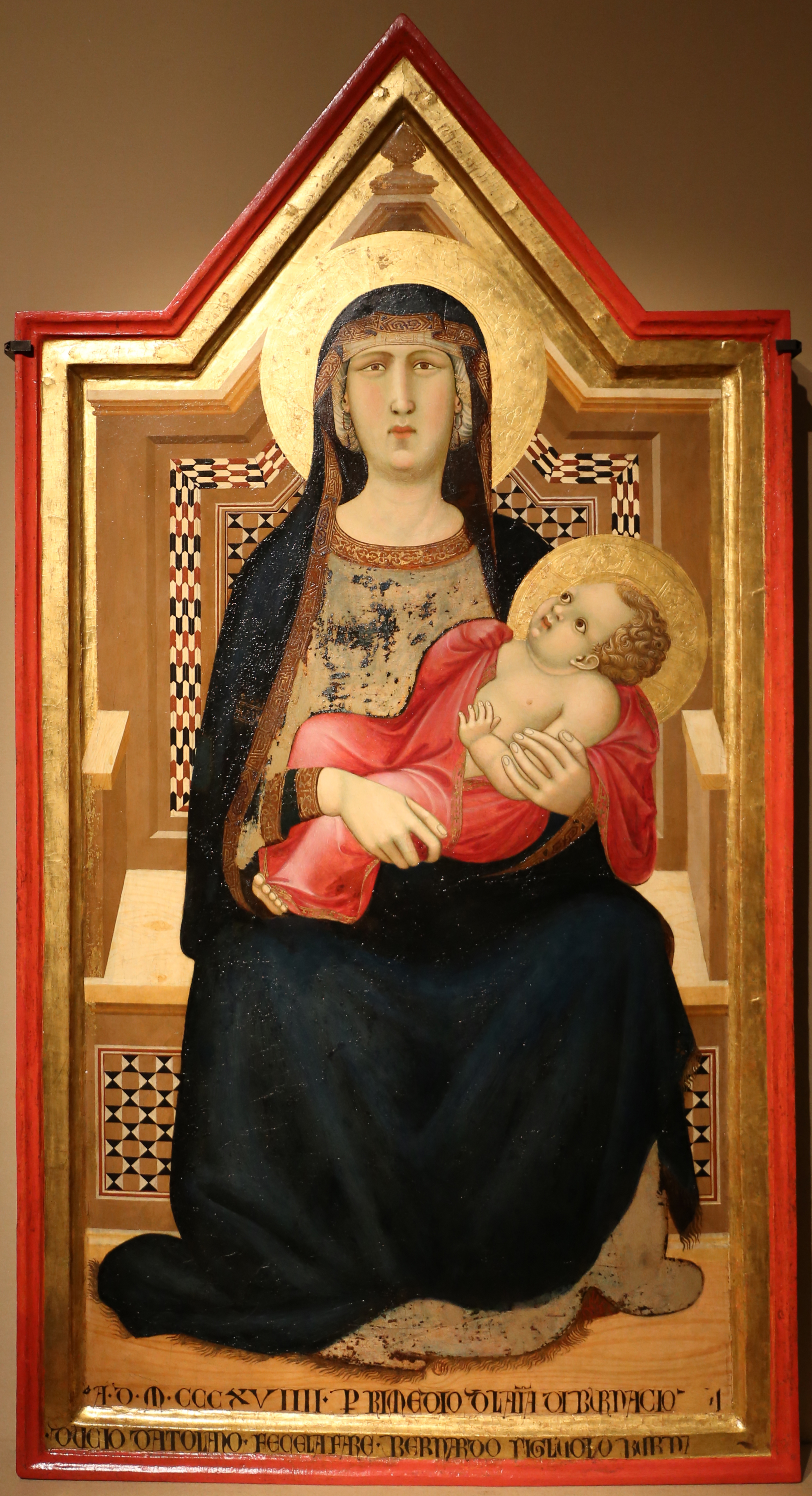
Madone de Vico l'Abate d'Ambrogio Lorenzetti.
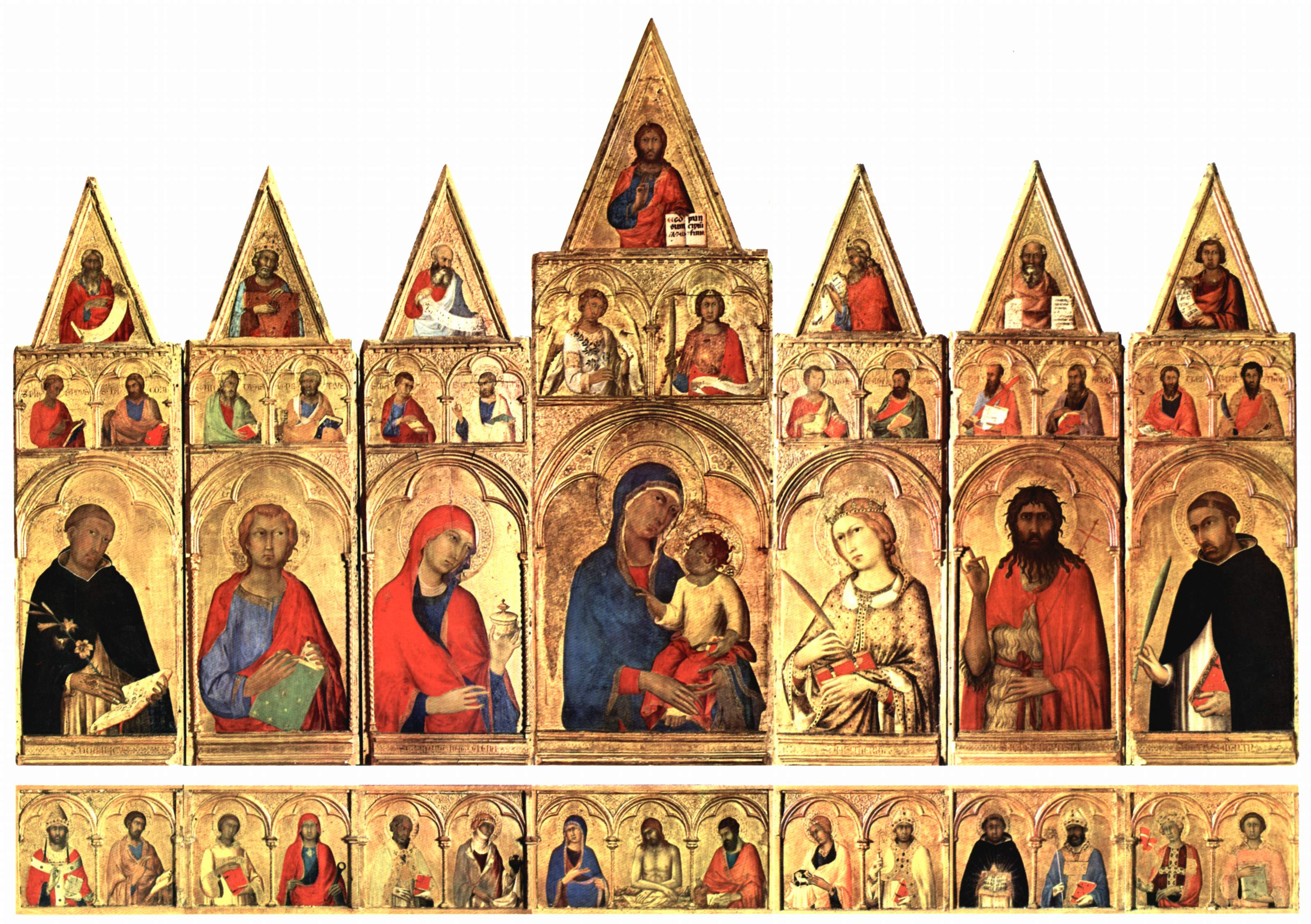
Simone Martini, polyptyque de sainte Catherine.
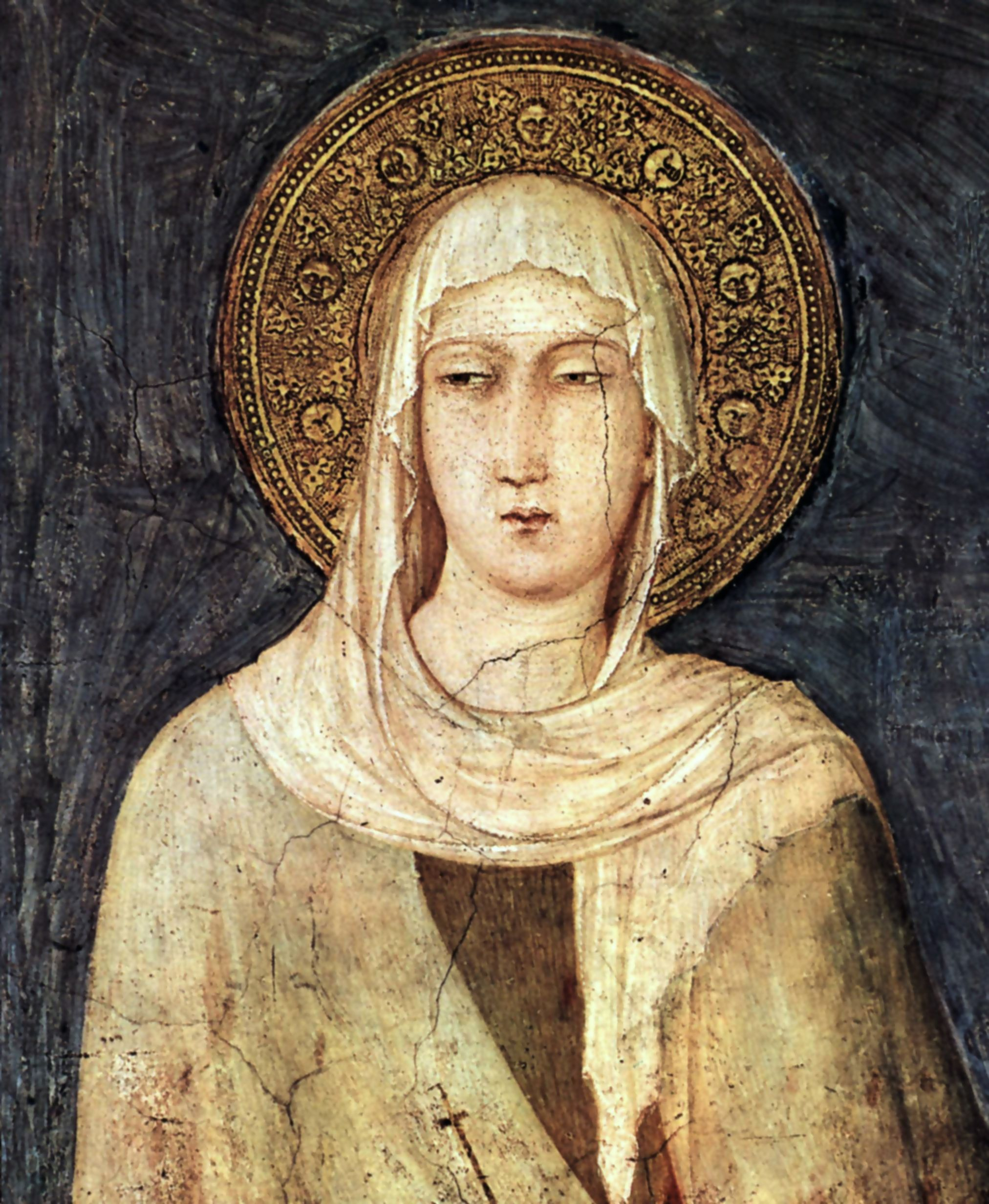
Claire d'Assise, détails des fresques de la chapelle Saint-Martin.

## Naissances
- Vers 1311 : Giovanni d'Agostino, sculpteur italien.
- Vers 1315 : Allegretto Nuzi, peintre italien.

## Décès
- Après 1310 : Gao Kegong, peintre chinois.
- 1317 : Yishan Yining, moine bouddhiste, poète et calligraphe chinois.
- Avant 1318 : Giovanni Pisano,  architecte et sculpteur italien.
- Vers 1318-1319 : Duccio di Buoninsegna, peintre italien.
- 1319 : Guan Daosheng, peintre, poétesse et calligraphe chinoise.